# بوهسلاف مارتينو
بوسلاف مارتينو (بالتشيكية: Bohuslav Martinů) (ولد في 8 ديسمبر 1890 - وتوفي 28 أغسطس 1956) مؤلف موسيقي تشيكي للموسيقي الكلاسيكية الحديثة.

## روابط خارجية
- بوهسلاف مارتينو على موقع IMDb (الإنجليزية)
- بوهسلاف مارتينو على موقع الموسوعة البريطانية (الإنجليزية)
- بوهسلاف مارتينو على موقع مونزينجر (الألمانية)
- بوهسلاف مارتينو على موقع ميوزك برينز (الإنجليزية)
- بوهسلاف مارتينو على موقع أول ميوزيك (الإنجليزية)
- بوهسلاف مارتينو على موقع ديسكوغز (الإنجليزية)
- بوهسلاف مارتينو على موقع قاعدة بيانات الفيلم (الإنجليزية)